# Alberto Testone
Alberto Testone (Roma, 7 marzo 1963) è un attore italiano.

## Biografia
Di professione odontotecnico, a partire dal 2000 ha recitato in vari film per la televisione, tra cui Il peccato e la vergogna, In arte Nino e Una pallottola nel cuore. Ha interpretato Pier Paolo Pasolini prima a teatro e poi nel cinema con il film Pasolini, la verità nascosta di Federico Bruno.
Vista l'estrema somiglianza estetica con il poeta friulano, Alberto ha voluto documentare il suo rapporto con Pasolini e parte della sua poetica legata alle periferie e all'omologazione nel documentario Fatti corsari. Il film gli valse nel 2012 il Premio speciale della Giuria - italiana.doc al Torino Film Festival. Nel 2019 ha interpretato il ruolo di Michelangelo, protagonista del film Il peccato - Il furore di Michelangelo, per la regia di  Andrej Končalovskij.

## Teatro
- Tu, Giovanna, di Antonio Bilo Canella e Simona Cirelli (1997)
- Viva la guerra, di Antonio Bilo Canella e Simona Cirelli (1997)
- Un Dio balbuziente, di Antonio Bilo Canella (2002)
- Ulisse di Joyce, di Antonio Bilo Canella (2004)
- La proposta di matrimonio, di Anton Čechov, regia di Antonio Bilo Canella (2004)
- Il flauto di vertebre, di Vladimir Majakovskij, regia di Antonio Bilo Canella (2004)
- La Piazza di Pilar Anita Quarzell (P.A.Q.) regia Pilar Castel 2008
- Io quanti sono, di Alberto Testone, regia di Paolo De Vita (2009)
- Delitto Pasolini, di Leonardo Ferrari Carissimi e Fabio Morgan (2010)

## Filmografia

### Cinema
- Ricordati di me, regia di Gabriele Muccino (2003)
- Texas, regia di Fausto Paravidino (2005)
- Il rumore delle molliche, regia di Mauro Petito (2006)
- Quilty, regia di Stefano Chiavarini e Emanuele Michetti (2010)
- Pasolini, la verità nascosta, regia di Federico Bruno (2012)
- Ameluk, regia di Mimmo Mancini (2015)
- Suburra, regia di Stefano Sollima (2015)
- Il peccato - Il furore di Michelangelo, regia di Andrej Končalovskij (2019)
- Astolfo (2022) regia Gianni Di Gregorio

### Televisione
- Le ali della vita, regia di Stefano Reali - serie TV (Canale 5, 2000-2001)
- Squadra antimafia - Palermo oggi, episodio Squadra antimafia - serie TV (2009)
- Intelligence - Servizi & segreti, episodio Chi era veramente Lidia? - serie TV (2009)
- Il peccato e la vergogna, episodio 2x01 - serie TV (2014)
- Una pallottola nel cuore, 3 episodi - serie TV (2016)
- In arte Nino – film TV, regia di Luca Manfredi (2017)
- Suburræterna, regia di Ciro D'Emilio e Alessandro Tonda – serie TV (2023)

### Cortometraggio
- E non ci indurre in tentazione, regia di Jacopo Testone (2013)
- Promenade Fatale (Love Letters), regia di Fabrizio Fiore e Luigi Salerno (2014)
- Perché non sa voler bene, regia di Jacopo Testone (2014)
- Bang!, regia di Fabrizio Fiore e Luigi Salerno (2015)
- Poveri e infami, regia di Jacopo Testone (2016)